# 德弗爾斯嶺
德弗爾斯嶺（英語：Devils Ridge）是南極洲的山嶺，位於維多利亞地的斯科特海岸，由羅伯特·斯科特率領的英國探險隊繪入地圖和命名，現時由南極條約體系管理。

## 外部連結
. . United States Geological Survey.   [2012-01-16].
77°1′S 162°22′E / 77.017°S 162.367°E